# 2006 QF181
2006 QF181, também escrito como 2006 QF181, é um objeto transnetuniano que está localizado no Cinturão de Kuiper, uma região do Sistema Solar. Este corpo celeste é classificado como um cubewano. Ele possui uma magnitude absoluta de 5,9 e tem um diâmetro estimado com 291 km.

## Descoberta
2006 QF181 foi descoberto no dia 21 de agosto  de 2006.

## Órbita
A órbita de 2006 QF181 tem uma excentricidade de 0,043 e possui um semieixo maior de 43,637 UA. O seu periélio leva o mesmo a uma distância de 41,763 UA em relação ao Sol e seu afélio a 45,511 UA.